# Expérience de Michelson-Gale-Pearson
Pour les articles homonymes, voir Pearson.
L'expérience de Michelson-Gale-Pearson (MGP) est une expérience de physique réalisée en 1925 par, notamment, Albert Abraham Michelson et Henry G. Gale. Elle est une version modifiée de l'expérience de Michelson-Morley et de l'interféromètre de Sagnac. Elle mesure l'effet Sagnac dû à la rotation de la Terre, et permet ainsi, notamment, d'expérimenter les théories de la relativité restreinte et de l'éther luminifère dans le référentiel terrestre.

## Expérience
L'expérience est proposée en 1893 par Oliver Lodge (1851-1940),,.
En 1904, Michelson suggère un procédé expérimental afin de découvrir si la rotation de la Terre a un effet sur le parcours de la lumière à proximité de la Terre. L'expérience vise à caractériser la nature de l'éther luminifère et de la relativité restreinte, notamment en entrant en possible contradiction avec l'hypothèse de l'entraînement de l'éther (en).
Les résultats sont publiés en 1925 par Michelson et Gale dans The Astrophysical Journal,.
L'expérience donne un certain degré de précision sur la vitesse angulaire de la Terre mesurée par astronomie. Selon les auteurs, elle est compatible à la fois avec le concept d'un éther stationnaire et la relativité restreinte.
Ces résultats, en conjugaison avec ceux de l'expérience de Michelson-Morley, confirment la relativité restreinte comme meilleure explication des observations.